# In Nomine Satanas
In Nomine Satanas è il quarto album in studio del gruppo black metal norvegese Ragnarok, pubblicato nel 2002.

## Tracce
1. In Nomine Satanas – 5:06
2. The Black Mass – 3:59
3. A Nights Kingdom – 6:02
4. The Beast of Madness – 4:51
5. Under the Wings of Satan – 4:46
6. In Inferno I Drown – 6:23
7. Crowned as Prince of Darkness – 6:21
8. Angel Corpse – 5:33
9. Encircled by Chaos – 5:11

## Formazione
- Lord Arcamous - voce, chitarra
- Rym - chitarra
- Jerv - basso
- Jontho - batteria